# Araruna (Paraná)
Araruna es un municipio brasileño del estado de Paraná. Se localiza a una latitud 23º55'54" sur y a una longitud 52º29'47" oeste, estando a una altitud de 610 metros. Su población estimada en 2005 era de 13.516 habitantes.
Es de clima seco en relación con la capital del estado Curitiba, con veranos calientes y lluviosos e inviernos templados y secos.